# Анясево
Аня́сево (баш. Әнәс) — село в Миякинском районе Башкортостана, административный центр Миякибашевского сельсовета.

## Название
С 1960 года село носило название Миякибашево.
До 1 февраля 2010 года называлось селом Миякибашевым.

## История
Основано в 1767—1770 гг. на землях, полученных тептяреми по договору с башкирами деревни Ильчигулово Илькуль-Минской волости. В 1811 и 1816 гг. припущены ясачные и служилые татары, а также мишари. На протяжении всего XIX в. село Анясео росло и уже к концу века в нём проживало больше 2000 человек.
В «Списке населенных мест по сведениям 1870 года», изданном в 1877 году, населённый пункт упомянут как деревня Анясева 1-го стана Белебеевского уезда Уфимской губернии. Располагалась при речке Мияке, вправо от реки Демы, в 90 верстах от уездного города Белебея и в 30 верстах от становой квартиры в деревне Менеуз-Тамак. В деревне, в 204 дворах жили 1224 человека (596 мужчин и 628 женщин, тептяри, татары), были 2 мечети, училище, 3 мутовочные мельницы. Жители занимались плотничеством, деланием саней и дровней, пилкой леса.
Между 1905 и 1917 гг. на левом берегу реки Мияки возникла деревня, которую назвали Миякибаш (в переводе с башкирского и татарского: исток реки Мияки). Вскоре деревни Аняс и Миякибаш слились, уже в ходе переписи населения 1917 г. обе деревни записаны как одна.

## Население
| 2002 | 2009 | 2010 |
| ---- | ---- | ---- |
| 938  | ↗989 | ↘921 |

## Географическое положение
Расположено у истоков реки Мияки.
Расстояние до:
- районного центра (Киргиз-Мияки): 13 км,
- ближайшей ж/д станции (Аксёново): 52 км.

## Социальная сфера
В настоящее время в селе действует средняя школа.

## Религия
В селе есть мечеть (открыта в 2001 г.).

## Известные люди
- Аминев, Ахтям Закиятдинович (1918—1942) — татарский поэт-фронтовик.
- Мифтахетдин Акмулла — башкирский поэт-просветитель.